# Christine Campbell (personaje)
Christine "Old Christine" Campbell (de soltera Kimble) es el personaje principal de la serie televisiva de comedia estadounidense The New Adventures of Old Christine, interpretado por Julia Louis-Dreyfus en su papel ganador de Emmy. La serie trata sobre como ella comienza a vivir una vida más complicada cuando su exesposo sale con una mujer más joven, también llamada Christine.

## Historia del personaje
Christine es una mujer divorciada con un hijo pequeño. La naturaleza competitiva y agresiva de Christine son factores comunes que se interponen en el camino de su felicidad, como en el episodio "Ritchie Has Two Mommies", donde ella se niega a dejar que su hijo conozca a la nueva novia de su exesposo, teniendo miedo de que él le agrade más que ella. Christine es vista como muy centrada en sí misma, ya que a menudo hace situaciones en torno a otra gente sobre ella. 
A Christine le gusta ser vista como una mujer política y socialmente progresista y liberal, pero su actitud ajena a los acontecimientos actuales y políticos se alejan por su obsesión con American Idol. En "Strange Bedfellows", Christine intenta involucrarse más en el mundo para ser un buen modelo para su hijo, que sale terriblemente mal cuando ella apoya una causa por una compañía de petróleo, también patrocinada por Audrey, a quien Christine llama "Alta" y "Gigante", como venganza por ser llamada "pequeña" e "idiota".
En el supermercado, pisa el pie de un activista con un carro de compras mientras sale corriendo. Christine a menudo tiene obsesiones con las celebridades, ya que sus amigos han hablado de Jon Stewart, y ella ha hablado sobre personas como Jake Gyllenhaal y Taylor Hicks.

## Relaciones del personaje

### Familia
Richard Campbell (Clark Gregg), es el exesposo y amigo actual de Christine. Richard a menudo critica a Christine por ser muy controladora y ser un mal ejemplo para su hijo Ritchie. Siguen siendo amigos y Christine a menudo se enreda en sus problemas, lo que resultan peores.
Matthew (Hamish Linklater), es el hermano de Christine y tío de Ritchie. Matthew vive en la casa y hace lo que quiere a cambio de cuidar a Ritchie cuando es necesario. Matthew a menudo se encuentra con los problemas más extraños de Christine.
Ritchie Campbell (Richard Mortimer Campbell, Jr.) (Trevor Gagnon), es el hijo de Christine. Tienen una buena relación pero Ritchie prefiere salir con su papá.

### Amigos
Christine "New Christine" Liezl Hunter (Emily Rutherfurd), es la novia de Richard. Percibida como una rubia tonta, Christine se llena de sentimientos de celosía y odio por razones desconocidas, hasta lo hace aparente cuando Christine arruina el cumpleaños de Richard cuando dice que ella fue mejor que Nueva Christine. Desde allí, Christine la ha odiado por diferentes razones, como hacerle una cita con un estudiante y mudarse con Richard. 
Christine también estuvo con el padre de Nueva Christine, un problema que circula a lo largo de las temporadas. En el episodio 5.20, Christine da a luz a una hija con Richard, Dakota Christine Hunter-Campbell, que comparte un cumpleaños con "Old Christine".
Barbara "Barb" Baran (Wanda Sykes), es la mejor amiga de Christine y copropietaria del gimnasio. Barb y Christine se han visto en desacuerdo a pesar de su amistad. Barb a menudo está con Matthew y Richard para reírse de ella por varias razones. En la cuarta temporada, cuando Barb está en peligro de deportación, Christine se ofrece casarse con ella así Barb puede quedarse en el país. Christine estuvo mucho más entusiasmada sobre esto que Barb. 
Lindsay y Marly (Alex Kapp Horner y Tricia O'Kelley), son las madres terribles y perezosas en la escuela de Ritchie. Critican a menudo a Christine debido a su estilo de moda y el hecho que trabaja. Recientemente, Christine intentó ser amiga de ellas, y aunque iba bien, luego se fue debido a que le faltaban el respeto a Ritchie. Lindsay, defendió una vez a Christine cuando se estrellaron sus coches.

## Concepción
Aunque Julia Louis-Dreyfus estuvo durante nueve temporadas en Seinfeld, la actriz luchó para encontrar éxito después que la comedia terminó. La comedia de NBC Watching Ellie no duró más de dos temporadas pero su papel como Christine Campbell en The New Adventures of Old Christine duró cinco temporadas en CBS hasta que se canceló en mayo de 2010. Durante el programa, recibió cinco nominaciones al Emmy y ganó uno de ellos. 
Dentro del mundo de su programa actual, Louis-Dreyfus disfruta interpretar el papel de una madre, una característica no presente en sus dos papeles anteriores en televisión. Una madre de dos hijos, Louis-Dreyfus ha dicho que disfruta interpretar a Christine Campbell, quien casualmente tiene un hijo pequeño cerca de la misma edad que sus hijos en la vida real. También, Louis-Dreyfus y su personaje son ambientalistas, y ambas conducen coches de propulsión híbrica.